# I. Robert Lehman
Robert Lehman es un bioquímico nacido en Lituania, Tauragé el 5 de octubre de 1924 y nacionalizado estadounidense. Su trabajo consistió principalmente en el estudio de la replicación y reparación del ADN, además de la replicación de fagos y del virus herpes.  Destaca su participación con Arthur Konrberg en el descubrimiento de la ADN polimerasa y la reacción responsable de la replicación de material genético. Fue jefe del departamento de bioquímica de la Universidad de Stanford desde 1974 hasta 1979, y en una segunda ocasión desde 1984 hasta 1986. Recibió el premio Merk por parte de la American Society for Biochemistry and Molecular Biology.   

## Biografía
Nació en Tauragė en 1924 en el territorio de Memel en Lituania. Como consecuencia de la inestabilidad de la recién independizada Lituania, junto al ambiente antisemita, su padre tomó la decisión de que la familia emigrase a Estados Unidos en busca de una mejor vida. A la edad de tres años, en 1927, llegó al continente americano. Creció en la ciudad de Baltimore donde vivían otros miembros de su familia, entre ellos su tío Jacob, de su rama materna, que era químico y al que admiraba muchísimo. Como creció en la época de la gran depresión, tuvo que trabajar a media jornada en una carnicería   mientras asistía a la escuela secundaria Forest Park High School, donde era considerado un alumno sin un buen historial académico pero que disfrutaba de la rama de química. En 1943, al cumplir 18 años y concluida su graduación, fue reclutado por el ejército de los Estados Unidos y combatió durante la Segunda Guerra Mundial en la tercera división de infantería, participando en la invasión del sur de Francia  y luego formando parte del destacamento asignado a la zona de ocupación estadounidense en Baviera. Debido a las experiencias traumatizantes vividas en la guerra - al ser uno de los 30 sobrevinientes de los 200 hombres  de su compañía -  volvería con Trastorno por estrés postraumático del que lograría sobreponerse. Recibió los beneficios de la G.I. Bill (Ley de Reajuste de Militares en español)  un beneficio otorgado a los veteranos de guerra al dejar su servicio activo, y gracias a este beneficio decidió entrar en la universidad Johns Hopkins a los 22 años para obtener un título en química y convertirse en químico industrial, como su tío materno   . Una de las motivaciones principales que tuvo para estudiar fue la sensación que compartía con otros veteranos de haber perdido años de su vida con la guerra.

### Estudios en la Universidad Johns Hopkins
Durante sus años en la Universidad Johns Hopkins, sus estudios en química se centraron principalmente en el área de Bioquímica gracias a que el director  William McElroy, también bioquímico, empezó a trabajar en los laboratorios con máquinas nuevas para la época, como los medidores de PH y el espectrofotómetro Beckman. Gracias a esto comenzó a desarrollar una fascinación por las vías metabólicas de los carbohidratos, lípidos y energéticos a la vez que en las enzimas responsables de estos procesos. Debido a esto decidió continuar con sus estudio postulando al programa de doctorado en el departamento de bioquímica de la escuela de salud pública de la Universidad Johns Hopkins y procedió a trabajar en el laboratorio de Roger Herriott, siendo él su tutor de tesis
Durante la realización de sus tesis y con Roger Herriott como tutor, se centrarían en los cambios metabólicos de Escherichia Coli ante la infección del fago T2 y su envoltura proteica. Cabe resaltar que era el inicio de los años 50, cuando aún no se sabía con seguridad que la molécula responsable de la codificación de proteínas y aquella que confiere las características genéticas, es el ADN. Recibió su doctorado en 1954
Seguidamente trabajó junto a Alvin Nason en McCollum-Pratt Institute de la Universidad Johns Hopkins para estudiar el proceso de transporte de electrones. Sin embargo el proyecto quedó estancado. Fue en ese mismo año de 1954 cuando acudió a la sociedad de Bioquímica en Nueva Jersey y presenció una charla dada por Irving Lieberman, un alumno de posdoctorado de Arthur Kornberg, acerca la síntesis de nucleótidos, los componentes de ADN y ARN. El contenido de esta presentación lo marcaría de por vida, ya que por fin encontró el área a la que dedicarse. Decidió escribir a Kornberg solicitando unirse a su laboratorio como estudiante de postdoctorado y lo aceptaron.

### Descubrimiento de la ADN polimerasa
En el año 1955 Lehman comenzaría a trabajar en St. Louis, en la Universidad de Washington,  en el laboratorio de Arthur Kornberg  en un proyecto donde estudiaría porqué el ADN del fago T2 tiene hidroximetilcitosina en vez de citosina. Uno de esos días Kornberg le mostró un experimento que había realizado con timidina marcada con carbono 14: al exponer este nucleótido a un extracto de E. Coli, añadir ATP y dejar la mezcla a 37 grados durante una hora, se le añadió un ácido, lo que ocasionó que precipitara el ADN. Al medir la radioactividad, Kornberg se percató de que el ADN presentaba la radiactividad asociada a la timidina y si se añadia desoxirribonucleasa, una enzima que degrada el ADN, esta marca desaparecía del precipitado. Este experimento empujó a Lehman a solicitar unirse al equipo de Arthur para encontrar la enzima que era responsable de sintetizar ADN a partir de nucleótidos. Durante los días que trabajó en St. Louis desarrolló fuertes lazos de amistad con el resto del equipo, incluyendo a Ernie Simms, Maurice Bessman y al mismo Kornberg   Varias de las publicaciones científicas llamadas “Enzymatic Synthesis of Deoxyribonucleic Acid” serían publicadas los años 1957 y 1958 en la revista “Journal of Biological Chemistry”  y gracias a estos trabajos Kornberg ganaría el premio Nobel de Medicina o Fisiología
Fue también durante su trabajo en St. Louis donde conocería a su futura esposa Sandra.

### Trabajo en la Universidad de Stanford
En 1957 se le ofreció a Kornberg un puesto en la universidad de Standford, en California, y él aceptó. Tras coordinar la creación del departamento de Bioquímica y establecerse en California en 1959, gran parte de su anterior equipo se fue con él, incluyendo a Lehman que ya había pasado 4 años como estudiante de posdoctorado. Fue en ese mismo año cuando contrajo matrimonio con Sandra y se mudaron a California en julio de 1959
Fue nombrado profesor asociado en Standford y poco tiempo después tendrían a su primer hijo. Reanudó sus investigaciones y organizó las clases que debían impartir en la Universidad, entre las que se encontraban clases de biología molecular. Años más tarde sería nombrado jefe del departamento de Bioquímica de Standford, desde 1974 hasta 1979, y nuevamente desde 1984 hasta 1986  También sería uno de los revisores de las revistas científicas Journal of Biological chemistry y Proceeding of the National academy of Sciences
Buscando distanciarse un poco de Kornberg con tal de trabajar de forma independiente y lejos de la ADN polimerasa, sus nuevas investigaciones se centraron en la exonucleasa 1. Fue uno de los primeros en identificarla y purificarla y sería ampliamente utilizada posteriormente en multitud de experimentos para purificar ADN. Tras esto decidiría reenfocar sus investigaciones hacia otra enzima, la ADN ligasa, una enzima involucrada en los procesos de replicación, recombinación y reparación del ADN. Lehman fue uno de los primeros que estudió esta enzima y de los primeros en purificarla. Trabajó en esos años con personas como Paul Modrich, que era su estudiante de posdoctorado en ese entonces y luego ganaría el premio Nobel por su trabajo en la reparación del ADN
Otra importante área de investigación en la que trabajó activamente fue el estudio de la replicación de ADN en eucariontes, donde se lograron las primeras evidencias de que la ADN polimerasa en eucariontes se compone de subunidades con funciones específicas. También se distinguiría en la investigación de la enzima Rec A que también participa en fenómenos de recombinación homóloga para la reparación del ADN
Por último, trabajó en el estudio del virus herpes tipo 1, donde pudieron reconstruir uno de forma artificial. Se centraría en los aspectos principales de cómo es que el virus es capaz de replicar su material genético en la célula y cómo se desarrolla el estado de latencia en el virus. En otras palabras, qué hace que el virus siga presente sin causar la enfermedad hasta un momento específico. Lehman continuaría trabajando en el virus herpes hasta su retiro. Su último proyecto fue retomado por su último alumno de posdoctorado, pero tuvo que abandonarlo al no conseguir financiación 
Cuando murió Arthur Kornberg en el año 2007 Lehman publicó artículos en forma de dedicatoria donde expresa su aprecio hacia él 
Su carrera profesional concluyó con la realización de 216 publicaciones, pero aún se mantiene activo. Actualmente es parte del equipo de revisores de las revistas científicas Journal of Biological chemistry y Proceeding of the National academy of Sciences.  También aconseja a varios de los ex-estudiantes que lo visitan y le muestran los nuevos datos que han obtenido, así que sigue manteniéndose al día con las últimas publicaciones.